# Hans Becker (Geologe)
|  | Dieser Artikel wurde aufgrund von formalen oder inhaltlichen Mängeln in der Qualitätssicherung Biologie zur Verbesserung eingetragen. Dies geschieht, um die Qualität der Biologie-Artikel auf ein akzeptables Niveau zu bringen. Bitte hilf mit, diesen Artikel zu verbessern! Artikel, die nicht signifikant verbessert werden, können gegebenenfalls gelöscht werden. Lies dazu auch die näheren Informationen in den Mindestanforderungen an Biologie-Artikel. |

Hans Becker (* 11. Juli 1900 in Budapest; † 4. August 1943 in Venezuela) war ein deutscher Geologe und Paläontologe.

## Leben
Becker wurde als Sohn des Romanistik-Professors Philipp August Becker geboren. Er lernte bis 1918 an der Thomasschule und studierte danach  Geschichte, Geographie und Romanistik in Leipzig.
Im Jahr 1927 wurde er Privatdozent für Geologie und Paläontologie an der Universität Leipzig. Nach der Machtergreifung der Nationalsozialisten wurde ihm die Venia Legendi entzogen. Er emigrierte nach China und wirkte als Professor an der Universität Nanjing. Becker arbeitete auch als Geologe im Petroleum-Geschäft in Venezuela und erkrankte 1943 an Malaria.